# Новоалександровск
Новоалекса́ндровск — город в Ставропольском крае России. Административный центр Новоалександровского района (городского округа).

## Варианты названия
- Ново-Александровская,
- Новоалександровская[3].

## География
Самый западный город региона, расположен на реке Расшеватка (бассейн Маныча). Расстояние до краевого центра: 99 км.

## История
Основано в 1804 году крестьянами-однодворцами из Курской губернии; позднее заселялось выходцами из других губерний центральной России. По данным В. А. Колесникова, «первые 50 семей, осевшие в верховьях р. Расшеватки в 1804 г., происходили из различных сёл и деревень Нижнедевицкого, Воронежского и Землянского уездов Воронежской губернии», однако «основу населения составили всё же курские однодворцы (более 120 семей), переселившиеся на Кавказ в 1805—1807 гг. из Фатежского, Суджанского и Обоянского уездов»:99. Первоначально село носило название Александровское (в честь Александра I), затем было переименовано в Новоалександровское.
В ноябре 1807 года Кавказский гражданский губернатор представил министру внутренних дел планы двух новых селений Ставропольского уезда — Новоалександровского при речке Расшеватке и Успенского при речке Калалах:39.
В 1828 году в селе построена деревянная Михаило-Архангельская церковь:104. Во второй половине XIX века здесь служил священником И. А. Восторгов — отец священномученика протоиерея Иоанна Восторгова. 
В 1833 году, по указу императора Николая I от 2 декабря 1832 года:99, жители села были приписаны к линейным казакам, а село преобразовано в станицу Новоалександровскую Кубанской области.
14 (1) мая 1880 года епископом Кавказским и Екатеринодарским Германом жителям станицы Новоалександровской дано разрешение на постройку церкви Архистратига Михаила. Строительство нового храма завершилось в 1883 году:105.
В 1896 году через станицу прошла железнодорожная ветка Кавказская — Ставрополь и была построена станция Расшеватка:105.
24 января 1943 года станица освобождена от немецко-фашистских захватчиков.
9 сентября 1971 года Указом Президиума Верховного Совета РСФСР станица Новоалександровская была преобразована в город Новоалександровск.
С 2004 года до 1 мая 2017 года образовывал упразднённое городское поселение город Новоалександровск. 1 мая 2017 года Новоалександровский муниципальный район и входившие в него поселения были объединены в Новоалександровский городской округ.

## Символика
До 2017 года официальными символами городского поселения город Новоалександровск были герб и флаг, утверждённые 6 августа 2002 года.
После упразднения городского поселения права на герб и флаг были утрачены. В 2018 году Геральдическая комиссия при губернаторе Ставропольского края рекомендовала населённым пунктам, утратившим статус муниципальных образований, преобразовать гербы в эмблемы.

## Население
| 1844    | 1855    | 1861    | 1867    | 1871    | 1882    | 1896    | 1916    | 1925    | 1939    | 1959    | 1970    |
| ------- | ------- | ------- | ------- | ------- | ------- | ------- | ------- | ------- | ------- | ------- | ------- |
| 1933    | ↗3033   | ↗3041   | ↘2011   | ↗2634   | ↗2989   | ↗4540   | ↗7872   | ↘5229   | ↗10 497 | ↗16 541 | ↗20 680 |
| 1979    | 1989    | 1992    | 1996    | 1998    | 2000    | 2001    | 2002    | 2003    | 2005    | 2006    | 2007    |
| ↗22 692 | ↗25 759 | ↗27 100 | ↗29 000 | →29 000 | →29 000 | ↘28 800 | ↘27 315 | ↘27 300 | ↘27 000 | ↘26 700 | ↘26 500 |
| 2008    | 2009    | 2010    | 2011    | 2012    | 2013    | 2014    | 2015    | 2016    | 2017    | 2018    | 2019    |
| ↗26 600 | ↘26 458 | ↗26 757 | ↘26 739 | ↗26 817 | ↗26 892 | ↘26 876 | ↗26 894 | ↗27 067 | ↘27 009 | ↘26 997 | ↘26 761 |
| 2020    | 2021    | 2023    | 2024    | 2025    |         |         |         |         |         |         |         |
| ↘26 518 | ↗26 767 | ↘26 410 | ↘25 943 | ↘25 718 |         |         |         |         |         |         |         |

На 1 января 2025 года по численности населения город находился на 551-м месте из 1124 городов Российской Федерации.
Гендерный состав
По итогам переписи населения 2010 года проживали 12 102 мужчины (44,95 %) и 14 821 женщина (55,05 %).
Национальный состав
По итогам переписи населения 2010 года проживали следующие национальности (национальности менее 1 %, см. в сноске к строке "Другие"):
| Национальность | Численность | Процент |
| -------------- | ----------- | ------- |
| Русские        | 24 100      | 89,51   |
| Армяне         | 969         | 3,60    |
| Цыгане         | 878         | 3,26    |
| Другие         | 976         | 3,63    |
| Итого          | 26 923      | 100,00  |

По итогам переписи населения 2020 года проживали следующие национальности (национальности менее 1 % и другое, см. в сноске к строке «Другие»):
| Национальность | Численность, чел. | Доля     |
| -------------- | ----------------- | -------- |
| Русские        | 24 174            | 90,31 %  |
| Цыгане         | 1043              | 3,90 %   |
| Армяне         | 926               | 3,46 %   |
| Другие         | 624               | 2,33 %   |
| Итого          | 26 767            | 100,00 % |

## Органы власти
- Дума муниципального образования город Новоалександровск.
- Администрация муниципального образования город Новоалександровск.

## Инфраструктура
- Молодёжный центр Новоалександровского района
- Дворец культуры[48]
  - Народный хореографический коллектив «Эра». Образован 19 ноября 1996 года. Лауреат международного хореографического конкурса «Танцевальное время», Всероссийского конкурса «Созвездие талантов», Всероссийского фестиваля «КТК – талантливым детям»
- Городской дом культуры «Маяк»[49]
- Городской Дом культуры «Строитель»[50]
- Городской парк культуры и отдыха[51]
- Кинотеатр «Мир»[52]
- Районный историко-краеведческий музей[53]
- Межпоселенческая централизованная библиотечная система[54]
- Городская библиотека, филиал № 3. Открыта 27 мая 1973 года как библиотека Дома культуры «Строитель»[55]
- Центральная районная больница. Открыта 13 февраля 1958 года как районное больнично-поликлиническое объединение[56]
- Районная стоматологическая поликлиника[57]
- Спортивно-оздоровительное учреждение «Юность»[58]
- Стадион «Дружба»[59]

## Образование
- Детский сад № 1 «Дюймовочка»[60]
- Детский сад № 3 «Звёздочка»[61]
- Детский сад № 4 «Одуванчик»[62]
- Центр развития ребёнка — детский сад № 28 «Красная Шапочка»[63]
- Детский сад № 29 «Сказка»[64]
- Детский сад № 35 «Колокольчик»[65]
- Детский сад № 50 «Родничок»[66]
- Детский сад общеразвивающего вида с приоритетным осуществлением деятельности по художественно-эстетическому развитию детей № 52 «Чебурашка»[67]
- Детский сад комбинированного вида № 53 «Солнышко»[68]
- Детский сад общеразвивающего вида с приоритетным осуществлением деятельности по социально-личностному развитию детей № 54 «Жемчужинка»[69]
- Детский сад № 55 «Росинка»[70]
- Гимназия № 1[71]
- Средняя общеобразовательная школа № 3[72]
- Средняя общеобразовательная школа № 5[73]
- Средняя общеобразовательная школа № 12[74]
- Лицей «Экос»[75]
- Детская музыкальная школа[76]. Открыта 1 сентября 1961 года[77]
- Детская художественная школа[78]
- Детско-юношеский центр[79]
- Детско-юношеская спортивная школа[80]

## Экономика
- Пищевая промышленность: мясокомбинат, комбикормовый завод
- Птицекомбинат. Упоминается в 1947 году[81]
- Элеватор. Открыт 12 сентября 1925 года[10]
- Лёгкая промышленность
- Стеклотарный завод «ЮгРосПродукт»[82]. Единственное предприятие в России, осуществляющее полный цикл производства[83].
- СП «Югроспром». Образовано 16 мая	1997 года[84]
- В районе выращивают зерновые, овощи, сахарную свёклу, подсолнечник. Садоводство. Разводят крупный рогатый скот, свиней, овец. Пчеловодство.

## Транспорт
Железнодорожный транспорт
Железнодорожная станция Расшеватка на линии Кавказская — Палагиада. Обслуживает все поезда дальнего и пригородного сообщения следующие из (в) Ставрополя.
Воздушный транспорт
Самолётом можно улететь из Международного аэропорта Ставрополя Шпаковское. Выполняются рейсы в Москву, Ереван, Анталию, Стамбул, Ларнаку и другие города Европы.

## Спорт
- Физкультурно-оздоровительный комплекс «Победа» с бассейнами, спортзалами и спортплощадками. Открыт в июне 2020 года[85]
- Футбольная команда «Искра». Чемпион Ставропольского края по футболу 1991, 1996, 1996, 2001, 2002 годов[86].

## Люди, связанные с городом
- Владимиров, Михаил Григорьевич (1918—1992, город Новоалександровск) — майор Советской Армии, участник Великой Отечественной войны, Герой Советского Союза (1944)
- Заздравных, Валерий Петрович (род. 1963, город Новоалександровск) — российский футболист, полузащитник
- Кириченко, Дмитрий Сергеевич (род. 1977, город Новоалександровск) — российский футболист, игрок сборной России по футболу

## Памятники
- Братская могила красных партизан гражданской войны и 19 советских воинов, погибших в борьбе с фашистами (1918—1920, 1942—1943, 1948 годы)[87]
- Братская могила воинов, погибших в годы гражданской и Великой Отечественной войн (1918—1920, 1942—1943, 1972 годы)[88]
- Памятник советским 12 воинам, погибшим в борьбе с фашистами (1942, 1959 годы)[89]
- Братская могила 53 советских воинов, погибших в боях с фашистами (1942—1943, 1952 годы)[90]
- Могила старшего лейтенанта Виктора Печерского, погибшего при освобождении Никополя (1943, 1975 годы)[91]
- Памятник В. И. Ленину (1970 год)[92]
- Памятник воинам-землякам, погибшим в годы гражданской и Великой Отечественной войн (1972 год)[93]
- Памятник-самолёт Су-15Т[94].

## Кладбища
В городе два открытых общественных кладбища — Центральное, площадью 72 769 м², и Северное, площадью 50 000 м².